# High Times
High Times är ett månadsmagasin grundats 1974 av Tom Forcade. Tidskriften är världens största cannabis-relaterade magasin och dess skribenter förespråkar en total legalisering av marijuana. 2008 lanserades en digital version av magasinet och i början av 2010 påbörjades också publiceringen Medical Marijuana News & Reviews. Tidskriften har länge betraktats som central i motkulturen och bland skribenterna genom åren kan nämnas Charles Bukowski, William S. Burroughs, Truman Capote, Hunter S. Thompson och Andy Warhol. 

## Sponsring av cannabis-evenemang
High Times sponsrar ett flertal cannabis-relaterade evenemang. 
- High Times Cannabis Cup[källa behövs] är världens största marijuanafestival. Den går av stapeln varje november i Amsterdam. Domare från hela världen är med och bedömer marijuana- och haschkakor. I evenemanget ingår också livemusik, komedi och cannabis-marknad.
- High Times Medical Cannabis Cup är ett årligt evenemang som sätter fokus på medicinsk marijuana. Likt på High TImes Cannabis Cup är det tävlingar mellan olika producenter i olika kategorier.
- High Times Stony Awards
- High Times Doobie Awards, som hålls i Austin, Texas varje vår. Där är det den bästa marijuana-musiken som prisas.
- High Times World Marijuana Film Festival i Kalifornien
- High Times World Stoner Games
- The Miss High Times Pageant, som årligen hålls i New York City den 20 april

### Ceremonier där High Times är inblandade
- Freedom Fighter of the Month (and Year) a spin-off from the High Times Freedom Fighters
- Counterculture Hall of Fame Award (i Amsterdam)
- STASH Awards[1] for grow technology (September issues)
- Seed Bank Hall of Fame (Oktober 2007, augusti 2009)

### Filmer
- Dokumentären D.O.A.
- Dokumentären Chef Ra Escapes Babylon
- Dokumentären Let Freedom Ring
- Dokumentären 8th Cannabis Cup
- Dokumentären 9th Cannabis Cup
- Dokumentären 11th Cannabis Cup
- Dokumentären Grow Secrets of the Dutch Masters
- Indie-komedin Potluck
- Dokumentären High Times Presents The Cannabis Cup
- Dokumentären Ganja Gourmet
- Dokumentären Jorge Cervantes Ultimate Grow DVD
- Dokumentären Miss High Times Swimsuit Video
- Dokumentären 20th Cannabis Cup

### Musik
High Times Records har släppt ett album, High Times Presents THC Vol. 1.

### Böcker om High Times och cannabis-kulturen
- Bienenstock, David (2008). The Official High Times Pot Smoker's Handbook. High Times Books. ISBN 978-0811862059
- Hager, Steven (2002). Adventures in the Counterculture: From Hip Hop to High Times. High Times Books. ISBN 1893010147
- Krassner, Paul (2001). Psychedelic Trips for the Mind. High Times Books/ editor: Steven Hager. ISBN 1893010074
- Lewin, Natasha (2010). The Official High Times Pot Smoker's Activity Book. Chronicle Books. ISBN 978-0811862066
- Eudaley, Chris (2000). How to Be a Pot Star Like Me: What Every Marijuana Enthusiast Should Know. High Times Books. ISBN 1893010066
- Krassner, Paul; foreword by Harlan Ellison (1999). Pot Stories for the Soul. High Times Books/ editor: Steven Hager. ISBN 1893010023
- Gaskin, Stephen (1998). Cannabis Spirituality: Including 13 Guidelines for Sanity and Safety. High Times Books/ editor Steven Hager. ISBN 0964785862
- The High Times Encyclopedia of Recreational Drugs. Stonehill Pub Co. 1978. ISBN 0883730820

### Reality-TV
2007 sändes en reality show High Times-kontoren kallad High Times Office. Showen sändes i tolv avsnitt, och kulminerade med den 20:e upplagan av Cannabis Cup.

## Celebriteter
Kända personer som medverkat eller porträtterats i High Times

- Alanis Morissette
- Arnold Schwarzenegger[2]
- Asher Roth
- Beenie Man
- Bill Hicks
- Bob Dylan
- Bob Marley
- B-Real från Cypress Hill
- Busta Rhymes
- Cheech Marin
- Damian Marley
- David Arquette
- Dez Fafara
- Eddie Bravo
- George Carlin
- Hank Williams III
- Ice Cube
- Insane Clown Posse
- Jack Black
- Jason Mewes
- Jason Mraz
- Jenna Jameson
- Jerry Garcia
- Jimmy Buffett
- John Garcia
- Kevin Smith
- Kid Cudi
- Kottonmouth Kings
- Marilyn Manson
- mc chris
- Method Man
- Mick Jagger
- Michael Phelps[2]
- Milla Jovovich
- Mobb Deep
- Noam Chomsky
- Oliver Stone
- Ozzy Osbourne
- Redman
- Rick Steves
- Rob Thomas från Matchbox Twenty
- Rob Van Dam
- Sacha Baron Cohen aka Borat, Ali G, Bruno
- Sean Paul
- Snoop Dogg
- Stephen Marley
- Tenacious D
- The Game
- Tommy Chong[2]
- Twiztid
- Willie Nelson
- Woody Harrelson
- Ying Yang Twins